# Mbah Gotho
Saparman Sodimejo, mais conhecido como Mbah Gotho (Sragen, 31 de dezembro de 1870  — Java Central, 30 de abril de 2017) foi um supercentenário indonésio que afirmava ser o humano mais longevo da história.
Gotho não entrou no Guinness Book, pois a Indonésia só passou a ter documentos oficiais em 1900. Sendo assim, sua idade não era confirmada. O recorde de longevidade oficial é da francesa Jeanne Calment (que viveu 122 anos).
Em 1992, ele construiu sua lápide. Nessa época, já estava preparando-se para a morte.
Nos últimos anos de vida, Mbah desejava morrer.
Foi internado em 12 de abril de 2017, mas insistiu aos médicos que voltasse para sua casa e passasse os últimos dias de vida com sua família.
Ele faleceu no dia 30 de abril, com prováveis 146 anos e 120 dias.